# Conoeca
Conoeca é um gênero de mariposa pertencente à família Acrolophidae.